# Relaciones Estados Federados de Micronesia-Rusia
Las relaciones entre Micronesia y Rusia son las relaciones diplomáticas establecidas entre los Estados Federados de Micronesia y la Federación Rusa desde el 9 de marzo de 1999 y que se rompieron el 25 de febrero de 2022 en respuesta a la invasión rusa de Ucrania.

## Historia
Los Estados Federados de Micronesia establecieron relaciones diplomáticas con Rusia el 9 de marzo de 1999. Constantemente se realizaban reuniones anuales entre el ministro de Relaciones Exteriores ruso con los representantes de los pequeños estados insulares en desarrollo de la región del  Pacífico.
El 25 de febrero de febrero de 2022, un día después del inicio de la invasión rusa de Ucrania, los Estados Federados de Micronesia rompieron relaciones diplomáticas con Rusia en respuesta a la invasión. Tras este incidente, en marzo Rusia amplió su Lista de países hostiles incluyendo a Micronesia y a otros 45 países más.

## Comercio
En 2009 Rusia exportó $ 6.18 millones de dólares en servicios a Micronesia, principalmente de transporte y construcción.

## Misiones diplomáticas
- Los  Estados Federados de Micronesia no están acreditados a Rusia.
- Rusia está acreditado a los Estados Federados de Micronesia a través de su embajada en Manila, Filipinas.[2]